# Pollestres
Pollestres (în catalană Pollestres) este o comună în departamentul Pyrénées-Orientales din sudul Franței. În 2009 avea o populație de 4.260 de locuitori.

## Evoluția populației
| An        | 1975  | 1982  | 1990  | 1999  | 2006  | 2009  |
| --------- | ----- | ----- | ----- | ----- | ----- | ----- |
| Populație | 1.450 | 2.433 | 3.019 | 3.623 | 3.884 | 4.260 |